# ویلیام کریستوفر زایس
ویلیام کریستوفر زایس (انگلیسی: William Christopher Zeise; ۱۵ اکتبر ۱۷۸۹ – ۱۲ نوامبر ۱۸۴۷) یک شیمی‌دان، و استاد دانشگاه اهل دانمارک بود. نمک زایس که یک ترکیب آلی فلزی حاوی پلاتین است به افتخار وی نامگذاری شده است.